# Chiara Hölzl
Chiara Hölzl (Schwarzach im Pongau, 18 juli 1997) is een Oostenrijkse schansspringster. Ze vertegenwoordigde haar vaderland op de Olympische Winterspelen 2014 in Sotsji en op de Olympische Winterspelen 2018 in Pyeongchang.

## Carrière
Hölzl maakte haar wereldbekerdebuut in november 2012 in Lillehammer. In januari 2013 scoorde de Oostenrijkse in Schonach haar eerste wereldbekerpunt. Op de wereldkampioenschappen schansspringen 2013 in Val di Fiemme eindigde ze als negende op de normale schans, in de gemengde landenwedstrijd veroverde ze samen met Thomas Morgenstern, Jacqueline Seifriedsberger en Gregor Schlierenzauer de zilveren medaille. Tijdens de Olympische Winterspelen van 2014 in Sotsji eindigde Hölzl als 25e op de landenwedstrijd.
In januari 2015 stond de Oostenrijkse in Sapporo voor de eerste maal in haar carrière op het podium van een wereldbekerwedstrijd. In Falun nam ze deel aan de wereldkampioenschappen schansspringen 2015. Op dit toernooi eindigde ze als zestiende op de normale schans. Op de wereldkampioenschappen schansspringen 2017 in Lahti eindigde Hölzl als tiende op de normale schans. Tijdens de Olympische Winterspelen van 2018 in Pyeongchang eindigde de Oostenrijkse als elfde op de normale schans.
In Seefeld nam ze deel aan de wereldkampioenschappen schansspringen 2019. Op dit toernooi eindigde ze als 26e op de normale schans. Samen met Eva Pinkelnig, Jacqueline Seifriedsberger en Daniela Iraschko-Stolz behaalde ze de zilveren medaille in de landenwedstrijd. Op 14 december 2019 boekte Hölzl haar eerste wereldbekerzege.

## Resultaten

### Olympische Spelen
| Jaar | Plaats      | Resultaten |
| ---- | ----------- | ---------- |
| 2014 | Sotsji      | 25e HS106  |
| 2018 | Pyeongchang | 11e HS106  |

### Wereldkampioenschappen
| Jaar | Plaats        | Resultaten                    |
| ---- | ------------- | ----------------------------- |
| 2013 | Val di Fiemme | 9e HS106 · HS106 gemengd team |
| 2015 | Falun         | 16e HS100                     |
| 2017 | Lahti         | 10e HS100                     |
| 2019 | Seefeld       | 26e HS109 · Team HS109        |

### Wereldbeker
Eindklasseringen
| Seizoen   | Algm   | RAW |
| --------- | ------ | --- |
| 2012/2013 | 51e    |     |
| 2013/2014 | 33e    |     |
| 2014/2015 | 18e    |     |
| 2015/2016 | 5e     |     |
| 2016/2017 | 13e    |     |
| 2017/2018 | 8e     |     |
| 2018/2019 | 10e    | 8e  |
| 2019/2020 | Zilver | 5e  |

Wereldbekerzeges
| Datum            | Plaats      | Schans |
| ---------------- | ----------- | ------ |
| 14 december 2019 | Klingenthal | HS140  |
| 25 januari 2020  | Râșnov      | HS97   |
| 1 februari 2020  | Oberstdorf  | HS137  |
| 2 februari 2020  | Oberstdorf  | HS137  |
| 8 februari 2020  | Hinzenbach  | HS90   |
| 9 februari 2020  | Hinzenbach  | HS90   |